# Ministère des Finances (Azerbaïdjan)

Emblème de l'Azerbaïdjan

Le ministère des Finances de la République d'Azerbaïdjan (Azərbaycan Respublikasının Maliyyə Nazirliyi) est une agence gouvernementale du gouvernement de l'Azerbaïdjan chargée de la réglementation du secteur financier en République azerbaïdjanaise. Le ministère est dirigé par Samir Charifov. 

## Histoire
Le poste de ministre des Finances a été créé le 18 mai 1918, lorsque la République démocratique d'Azerbaïdjan a déclaré son indépendance. Le ministre des Finances était l'un des membres du premier cabinet. Le ministère des Finances lui-même, cependant, a été officiellement créé le 21 octobre 1918. Avec l'intégration de l'Azerbaïdjan à l'URSS, le ministère des Finances a été soumis au ministère des Finances de l'Union soviétique. Le 4 août 1956 et le 29 octobre 1971, les statuts du ministère ont été révisés par les décrets du Conseil des ministres  n ° 385 et 358, respectivement. Les principales fonctions du ministère étaient la collecte des moyens financiers à répartir dans le secteur économique de la RSS d’Azerbaïdjan. L’activité actuelle du Ministère des finances est régie par le Statut du Ministère des finances de la République d’Azerbaïdjan, approuvé par décret présidentiel  n ° 271 du 4 février 2000.

## Structure
Le ministère des Finances est l'organe exécutif central des frontières de la République d'Azerbaïdjan qui met en œuvre la politique financière de l'État et organise le contrôle de ses finances. Selon le décret 48 du 9 février 2009 du président de la République d'Azerbaïdjan, le ministère exerce ses fonctions. Appareil du ministère, Service de contrôle financier de l'État, Agence de gestion de la dette publique, Service de contrôle des assurances de l'État, Agence du Trésor, Service d'État contrôlant les métaux précieux, les agences locales et autres départements subordonnés du ministère et l'institution correspondante de la République autonome de Nakhitchevan constituent le système le ministère des finances. Sur la base de la décision n ° 55 du 6 avril 2010 du Cabinet des ministres de la République d'Azerbaïdjan, le ministère n'implique pas le centre de données ni le "bureau de rédaction du magazine Finance et comptabilité" LLC, qui est considéré comme un organisme dépendant du Ministère des finances.  Le ministère est dirigé par le ministre et deux sous-ministres. Les fonctions du ministère sont l’amélioration des politiques de l’État en matière de finances, de budgétisation et de fiscalité; assurer la stabilité des finances publiques et le développement des marchés financiers dans le pays; attirer les créanciers étrangers dans l'économie azerbaïdjanaise; amélioration de la budgétisation, des prévisions fiscales et des mécanismes financiers; assurer le contrôle financier des fonds et des dépenses budgétaires; gestion des fonds du budget de l’État et contrôle des mouvements de fonds en Azerbaïdjan.

## Devoirs du ministère
- Le ministère des Finances de la République d'Azerbaïdjan met en œuvre les obligations mentionnées ci-dessous;
- Recommander sur la gestion de la politique unifiée des finances, du budget et des impôts du gouvernement et sa mise en œuvre;
- Établissement et mise en place du projet de budget de l'État;
- Rendre les finances publiques plus stables et prendre les mesures nécessaires pour développer les marchés financiers;
- Attirer du crédit étranger sur l’économie de la République d’Azerbaïdjan, en recommandant la mise en œuvre de la comptabilité de leurs dépenses et de leurs paiements;
- Améliorer le système budgétaire, les prévisions budgétaires, les mécanismes de financement et les réglementations en matière de comptabilité et de rapports;
- Assurer le contrôle financier sur l'utilisation des fonds budgétaires, des fonds budgétaires ciblés, des fonds d'entités budgétaires (hors budget), y compris des prêts internes et externes contractés sous garantie gouvernementale;
- Rendre la gestion du budget de l’État plus productive et fournir l’allocation appropriée;
- Réalisation de la surveillance des normes sur le territoire de la République d'Azerbaïdjan[5].

## Droits du ministère
- Recevoir et compiler du matériel analytique et des calculs sur les unités structurelles, les municipalités et les fonds extrabudgétaires, quels que soient leur propriétaire ou leur forme juridique, nécessaires à la préparation du projet de budget;
- Recevoir des rapports sur les classifications fonctionnelles, économiques et administratives de la manière établie par les organisations recevant des subventions et autres formes d'assistance financière d'organisations budgétaires et du budget de l'État;
- Restriction et remboursement des fonds déjà versés au budget de l'État conformément à la loi en cas de déraisonnabilité des fonds alloués sur le budget de l'État (à l'exclusion des dépenses de défense), soumission tardive de rapports par notification aux chefs des autorités exécutives compétentes
- Prendre des mesures pour retirer aux entreprises, institutions, organisations et municipalités les fonds provenant du budget de l'État, y compris les fonds provenant du budget cible, de la manière prescrite par la loi;
- Exercer un contrôle financier sur les institutions, les entreprises et les organisations qui utilisent des fonds du budget de l’État;
- Sur la base de la législation, il dispose de pouvoirs répressifs et judiciaires pour effectuer des inspections dans les institutions, les entreprises et les organisations
- Analyser les activités financières et économiques des entreprises, institutions et organisations d’État;
- Surveiller les organisations agréées par le ministère des Finances;
- Institutions de contrôle, entreprises et organisations impliquées dans le traitement des métaux précieux et des pierres précieuses;
- Selon la loi et dans les limites de son pouvoir d'émettre des ordres contraignants[5].

## Organisation des activités du ministère
- Le ministère est dirigé par le ministre qui est affecté et révoqué par le président de la République d'Azerbaïdjan conformément à la Constitution du pays.
- Le ministre est tenu personnellement responsable de la mise en œuvre des tâches qui lui ont été confiées.
- Les députés du ministre (le premier député et trois au total) sont nommés et révoqués par le président de la République d'Azerbaïdjan. Ils remplissent des fonctions assignées par le ministre et sont considérés comme directement responsables.
- Le ministère a le conseil (approuvé par le Cabinet des ministres) est composé ministre (le chef du conseil), ses suppléants en fonction de leur affectation et autres employés importants (total de neuf membres).
- Le conseil d'administration du ministère discute des questions liées aux activités du ministère lors de ses réunions et prend les décisions qui s'imposent à cet égard;
- Les décisions du conseil du ministère sont formalisées par le protocole et sont généralement exécutées sur ordre du ministre;

### Le ministre des Finances a les pouvoirs suivants
- Recommandant l'autorité du ministère en le représentant au président de la République d'Azerbaïdjan et au Cabinet des ministres;
- Répartir les tâches entre les députés du ministre et déterminer les tâches des autres fonctionnaires du ministère en coordonnant leurs activités;
- Le recrutement et le licenciement des employés de l'appareil du ministère, y compris les chefs d'autres entités et organisations, relèvent du ministère;
- Représenter le ministère auprès des autorités de l'État, de la direction, des entreprises et des organisations de la République d'Azerbaïdjan et des pays étrangers, négocier et signer les accords, accords et protocoles pertinents, dans les limites de leurs compétences;
- Dans le cadre de ses compétences, entreprend les mesures anti-corruption[5];

## Relations internationales
Le ministère a noué des relations avec des organisations financières et de crédit internationales et régionales, notamment le Fonds monétaire international (FMI), le Groupe de la Banque mondiale, la Banque européenne pour la reconstruction et le développement (BERD), la Banque asiatique de développement (BAD) et la Banque du commerce et du développement de la mer Noire depuis sa création. Plus tard, il a commencé à coopérer avec des institutions financières internationales telles que la Banque du commerce et de développement de l'Organisation de coopération économique et la Banque asiatique d'investissement dans les infrastructures.